# Rarities (álbum de Roxette)
Rarities (en español: "Rarezas") es el título de un álbum compilado de rarezas del dúo sueco Roxette, el cual fue publicado al mercado el 17 de febrero de 1995, tanto para Asia como para Latinoamérica. Es un álbum que solamente y contiene versiones singles, "nuevas versiones", versiones remix-edit, versiones en directo de MTV Unplugged, versiones demo o maquetas preliminares de canciones que luego estarían ya terminadas, canciones Lados-B que originalmente no fueron incluidas en los álbumes oficiales y versiones o re-interpretaciones que hizo Roxette de canciones originales de otros cantantes.

## Especificaciones sobre el álbum
Este álbum compilado es algo particular, pues se compone de canciones publicadas ya con anterioridad; pero publicadas en versiones singles, es decir, la versión que viene incluida en el disco-single y que por lo general es una versión ligeramente diferente y con una duración un poco más corta que la versión que viene publicada en el álbum oficial.
El álbum se suponía que sólo se venderá en el sudeste de Asia durante tres meses como parte de una estrategia promoción extra para gira de conciertos correspondiente al álbum de Crash! Boom! Bang! que tuvo lugar en esta parte del mundo en ese momento cuando el álbum fue lanzado.
Las canciones de "Vulnerable", "Fingertips '93", "Dressed For Success", "Fireworks" y "Spending My Time" en este álbum están publicadas como versiones single, otras como versiones remix-editadas que anteriormente sólo estaban disponibles al público en los discos singles de vinilo y CD-singles de dichos temas y que no habían sido incluidos en ningún álbum oficial de Roxette.
Los temas de "The Sweet Hello, The Sad Goodbye", "The Voice" y, "One Is Such a Lonely Number" antes sólo habían estado disponibles al público como bonus tracks en discos singles de otras canciones y tampoco habían sido no incluidas en ningún álbum de estudio de Roxette. En el caso de "The Sweet Hello, The Sad Goodbye" (Roxette la graba y la publica como el Lado B o canción acompañante en el disco single de vinilo de "Spending My Time") es una canción que fue grabada originalmente en abril de 1991 como un sencillo por Thomas Anders (de Modern Talking) y también apareció luego en 1993 en el álbum, "Over My Heart" de la cantante pop americana Laura Branigan.
Las versiones grabadas en directo de "Joyride", "The Look" y, "Dangerous" que aparecen en este álbum recopilatorio, las tres son tomadas de la presentación especial de Roxette para MTV Unplugged y, el tema "Almost Unreal" (versión maqueta) fueron lanzadas como canciones extra en singles. De igual modo éstas versiones de las canciones no estaban disponibles anteriormente en ningún álbum del grupo.

## Lista de canciones
| N.º   | Título                                                                                | Duración |  |
| 1.    | «Vulnerable» (single version)                                                         | 4:30     |  |
| 2.    | «Fingertips '93» (new version)                                                        | 3:42     |  |
| 3.    | «Dressed for Success» (Look Sharp! US. mix, remix por Chris Lord-Alge)                | 4:53     |  |
| 4.    | «Joyride» (MTV Unplugged version)                                                     | 5:35     |  |
| 5.    | «The Look» (MTV Unplugged version)                                                    | 5:11     |  |
| 6.    | «Dangerous» (MTV Unplugged version)                                                   | 2:13     |  |
| 7.    | «The Sweet Hello, The Sad Goodbye» (studio song; b-side of "Spending My Time" single) | 4:49     |  |
| 8.    | «The Voice» (studio song; b-side of "Dressed for Success" single)                     | 4:27     |  |
| 9.    | «Almost Unreal» (demo / feb 1993)                                                     | 3:25     |  |
| 10.   | «Fireworks» (Jesus Jones remix version)                                               | 4:11     |  |
| 11.   | «Spending My Time» (electric dance remix version)                                     | 5:27     |  |
| 12.   | «One Is Such a Lonely Number» (demo / sep 1987, b-side of "The Big L" single)         | 2:33     |  |
| 53:10 |                                                                                       |          |  |

## Créditos
- Letra y música por Per Gessle.
- Publicado por Jimmy Fun Music.
- Producido por Clarence Öfwerman.
- Ingenieros: Paulo Janqueiro, Suurna Alar y Herrlin Anders.
- Mezclado en los EMI Studios, Estocolmo, Suecia por Per Gessle, Herrlin Anders, Suurna Alar Öfwerman y Clarence.

## Tablas
| Lista (1995)          | Posición |
| --------------------- | -------- |
| Japanese Albums Chart | 17       |